# Uslar-Gleichen

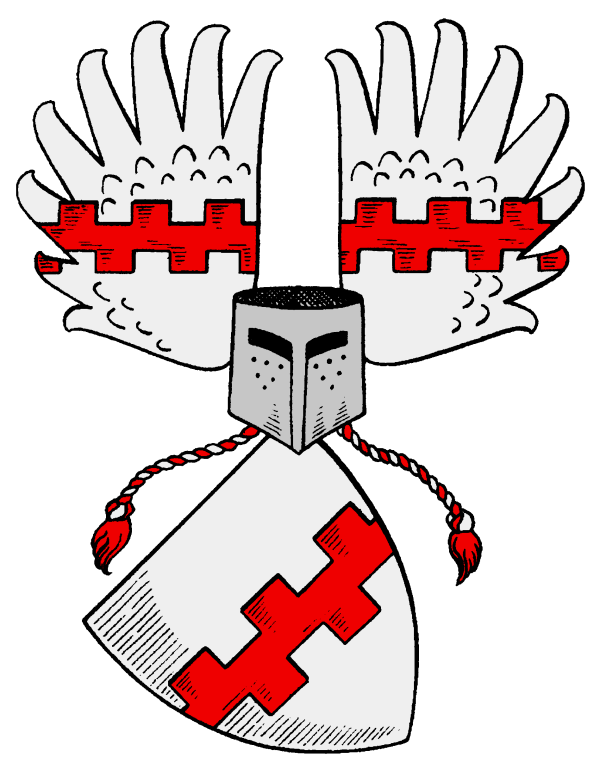
Stammwappen derer von Uslar-Gleichen

Uslar-Gleichen, bis 1825 nur Uslar, ist der Name eines alten niedersächsischen Adelsgeschlechts, dessen Stammsitz seit 1129 Uslar am Solling war. Seit der Mitte des 13. Jahrhunderts war die Familie auch im Besitz der beiden Burgen Gleichen bei Göttingen, die heute Ruinen sind.

## Geschichte
Als erste beurkundete Vorfahren derer von Uslar erscheinen Hildebrand und Hermann I. zwischen 1103 und 1110 als Ministerialen des Hildesheimer Bischofs Udo von Gleichen-Reinhausen. Zwischen 1129 und 1135 benannten sich Hildebrandus und Alvericus nach dem bereits im ersten Jahrtausend in den Corveyer Traditionen erwähnten Ort Huslere. Sie waren Ministerialen von Siegfried IV. von Boyneburg. Um 1240 schenkte Ritter Hermann II., kurmainzischer Burgmann auf Burg Uslar, sein Reichslehen in Dransfeld dem Deutschen Orden. Zwischen 1220 und 1239 ist Ernst I. beurkundet. Er war der Sohn von Hermann I. und Bruder von Hermann II. Seine Söhne begründeten mehrere Zweige.

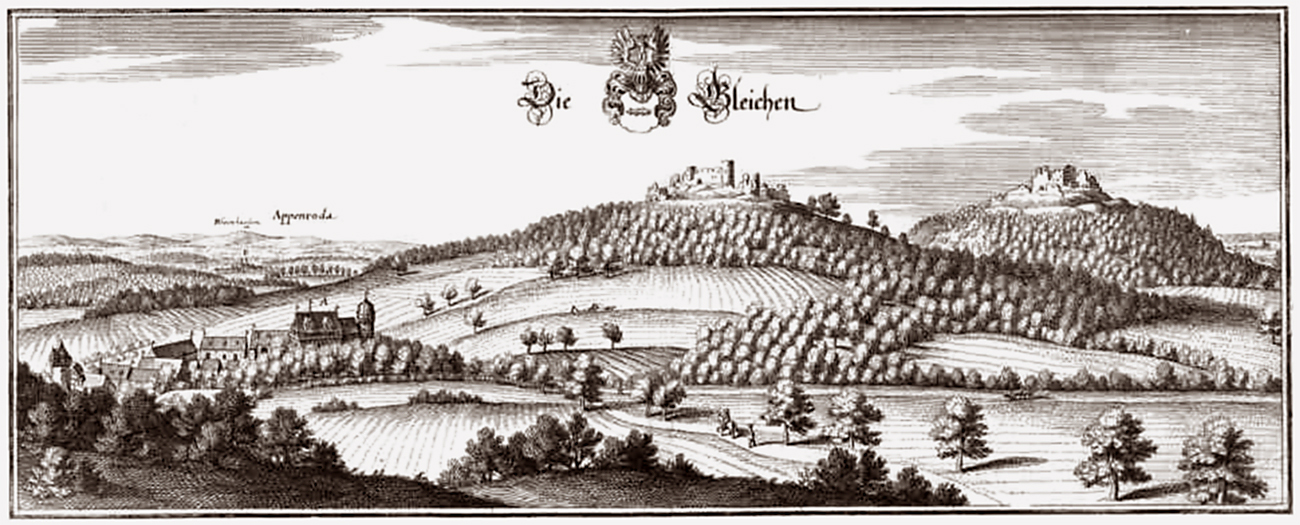
Die Gleichen, Kupferstich von Matthäus Merian aus der Zeit vor 1650: in der Mitte der Alte Gleichen, rechts der Neue Gleichen

1. Der älteste Zweig erlosch um 1451 mit Ernst XII.
2. Der mittlere Zweig erlosch um 1466 mit Ernst XIV. und Hans VII.
3. Der jüngste Zweig begann mit Ernst IV., Sohn von Ernst III., und führte zu Wedekind II. († 1541).

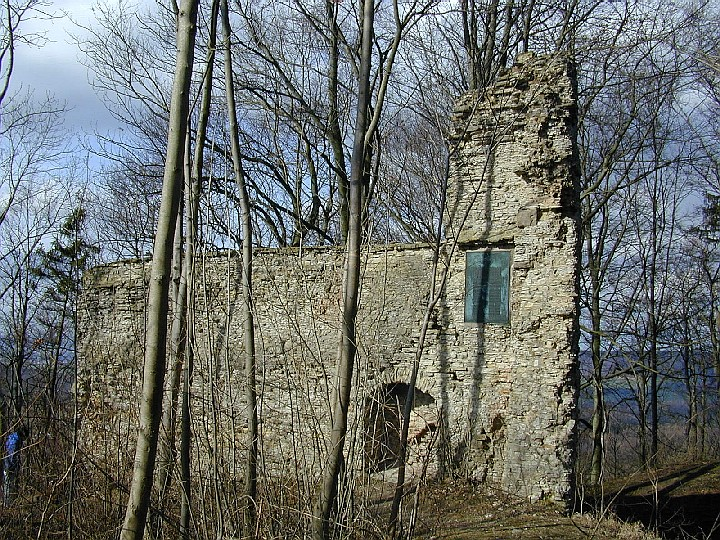
Burgruine auf dem Alten Gleichen

1252 wurde Albrecht der Große welfischer Herzog und war somit auch im Raum Göttingen begütert. 1262 setzte er die Ritter Hermann III. und Ernst IV. (Söhne von Hermann II. und Vögte von Corvey) als Burgmänner auf seiner Burg Gleichen ein. Dort waren bis 1269 auch Otto und Arnold von Rusteberg Burgmänner. 1269 erhielt Albrecht I. in der brüderlichen Landesteilung das Fürstentum Braunschweig-Wolfenbüttel, zu dem auch Uslar gehörte. In einem ersten Schritt zum Ausbau seiner Landesherrschaft in diesem Raum festigte er seinen Besitz durch den Tausch von Stadt, Land und Burg Uslar gegen die Burg Gleichen mit denen von Uslar. Ab 1269 wurden Hildebrand IV. und Hermann IV., Söhne von Hermann III., sowie deren Vetter Ernst V., Sohn von Ernst IV., somit Herren von Gleichen. In einem zweiten Schritt erweiterte Herzog Albrecht I. sein Gebiet um Uslar zwischen 1270 und 1274 durch Zukäufe von den Grafen von Dassel.
1318 belehnte Otto der Milde Heidenreich mit Altengleichen und Ernst VI. mit Neuengleichen. Die Burg Neuengleichen wurde 1402 von Bürgern der umliegenden Städte mit Unterstützung der Bischöfe von Hildesheim und Mainz angegriffen. Die Verbündeten wurden angeführt vom hessischen Landgrafen Hermann II. Im Verlauf der Belagerung fiel Ritter Ernst IX., der am 22. Juli 1357 mit Göttinger Bürgern bei Rosdorf ein Heer Ottos des Quaden besiegt hatte. Hermann XIII. konnte mit seinen Männern die Burg Neuengleichen halten. 1451 verkauften Ernst XIV. und Hans VII. Neuengleichen an den Landgrafen Ludwig I. von Hessen. Da dies jedoch braunschweigisches Lehen war, war der Verkauf zwischen Braunschweig und Hessen bis ins 18. Jahrhundert strittig. Altengleichen wurde von den Herren von Uslar bis 1555 bewohnt und verfiel dann. Die Uslars errichteten sich Gutshöfe in der Umgebung, die teils bis heute in der Familie sind. 1847 ließ sich Bernhard von Uslar-Gleichen auch die Ruine Altengleichen von der Regierung des Königreiches Hannover als Eigentum bestätigen.
In den Dreißigjährigen Krieg griffen drei Brüder dieses Adelsgeschlechts ein. Der jüngste, Friedrich Moritz von Uslar, starb nach kurzer militärischer Laufbahn mit 33 Jahren am 13. Februar 1632. Sein Bruder Thilo Albrecht von Uslar machte Militärkarriere und starb am 14. Oktober 1634 als Generalleutnant. Deren Bruder Georg von Uslar brachte es bis zum Generalmajor und starb am 2. März 1638.

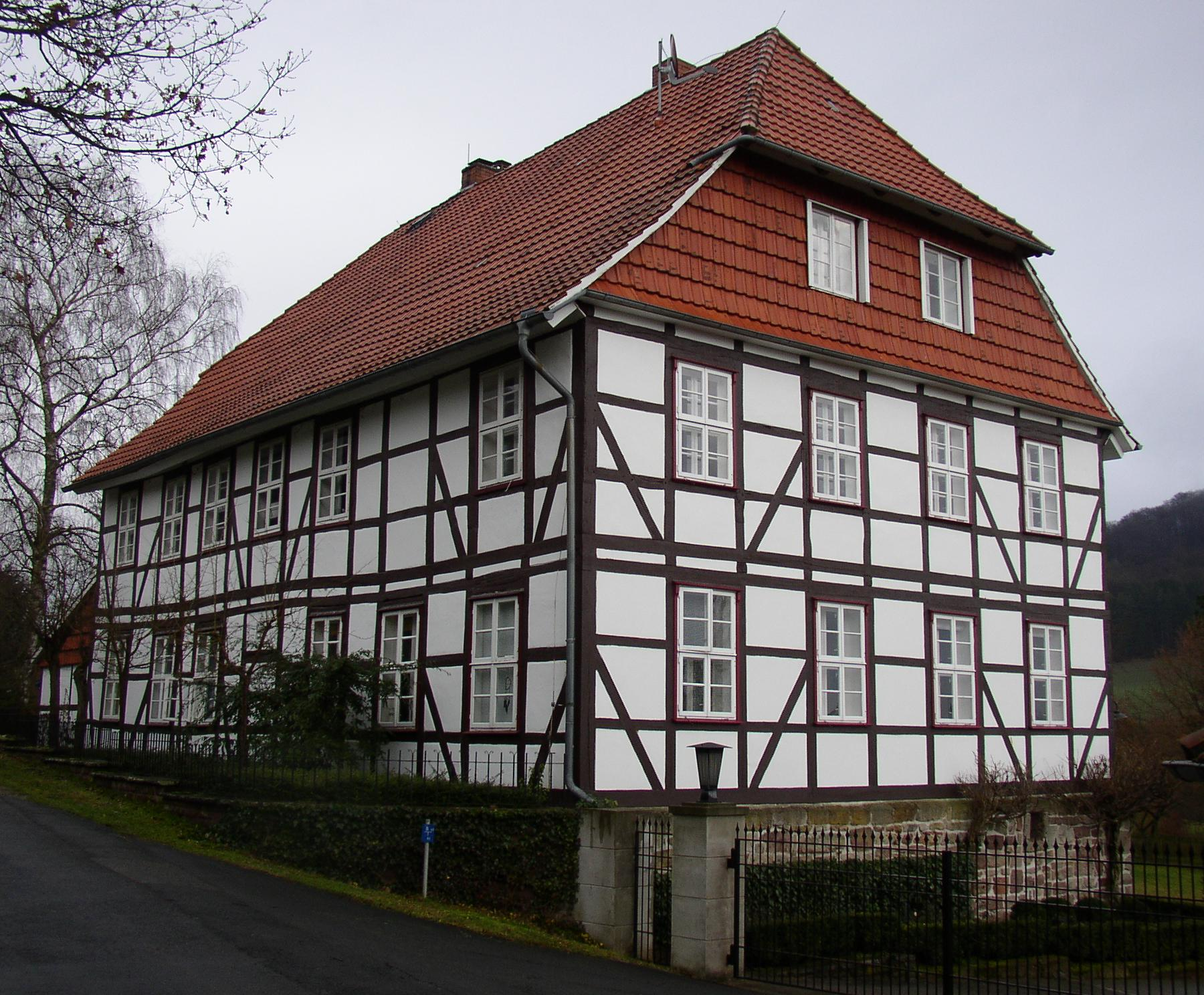
Obergut Appenrode in Gleichen

Wedekind II. († 1541) heiratete Anna von Oldershausen und wurde Stammvater von 2 Hauptlinien.
1. Ludolfsche Linie. Güter dieser Linie waren zu Beginn des 20. Jahrhunderts (alle verpachtet): Gut Appenrode in Bremke (Gleichen), Hof Klein Lengden, Gut Seeburg.
2. Melchiorsche Linie. Güter dieser Linie waren zu Beginn des 20. Jahrhunderts (alle verpachtet): Gut Altengleichen, Gut Sieboldshausen (seit 1345 bis 1904), Gut Wöllmarshausen (Gleichen).

Ferner gehören der Familie bis heute die Rittergüter Gelliehausen (zu Füßen des Neuen Gleichen) und Sennickerode in Bremke (Gleichen). König Georg IV. von Hannover erteilte der Familie am 9. April 1825 die Erlaubnis, sich von Uslar-Gleichen zu nennen und zu schreiben.

## Wappen
Das Stammwappen zeigt in Silber einen oben dreimal, unten zweimal gezinnten roten Balken. Auf dem Helm mit rot-silbernen Decken ein jeweils mit dem roten Zinnenbalken belegter offener Flug.
Die Abbildung im Wappenbuch des Westfälischen Adels zeigt als Helmzier auf rot-silbernem Helmwulst einen wachsenden wilden Mann mit ausgebreiteten Armen zwischen den Adlerflügeln.

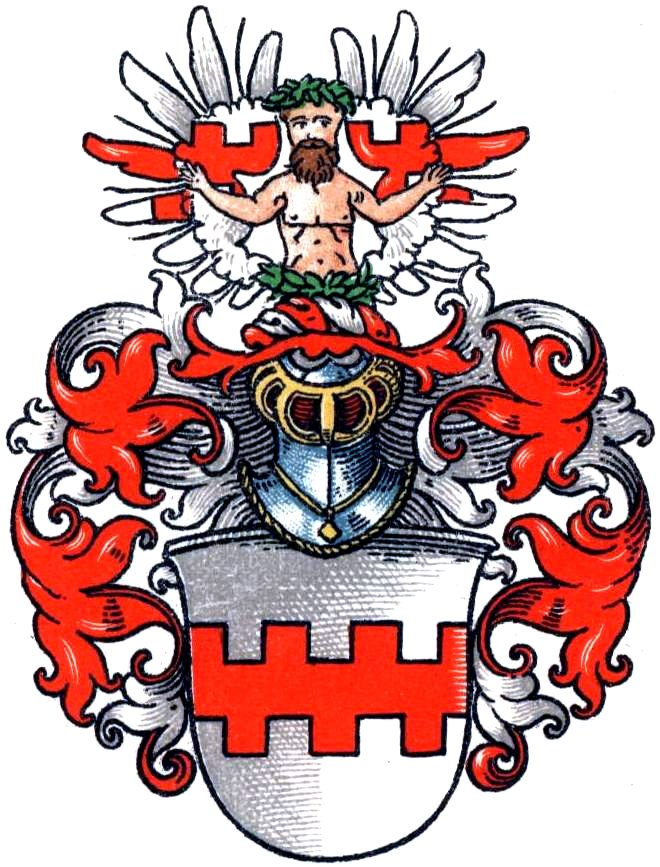
Wappen derer von Uslar im westfälischen Wappenbuch

## Bekannte Familienmitglieder
- Carl August Wilhelm von Uslar (1722–1789), Großbritannisch-hannoverscher Generalmajor[1]
- Ernst August Albert von Uslar-Gleichen (1783–1825), deutscher Adliger, Kurhannoverscher Offizier, Königlich Hannoverscher Kammerherr und Abgeordneter
- Frida von Uslar-Gleichen, (1864–1903) Autorin und Briefpartnerin von Ernst Haeckel
- Friedrich August von Uslar-Gleichen (1779–1848), hannoverscher Generalmajor[2]
- Friedrich von Uslar (1800–1870), deutscher Gutsbesitzer, Mitglied der kurhessischen Ständeversammlung[3]
- Hans Friedrich von Uslar-Gleichen (1821–1900), preußischer Polizeipräsident[4]
- Hans-Jochem von Uslar-Gleichen (1936–2022), Kulturpolitiker
- Ludolf von Uslar-Gleichen (1823–1897), preußischer Landrat[5]
- Karl von Uslar-Gleichen (1843–1924), preußischer Generalmajor
- Hans von Uslar-Gleichen (1847–1935), sächsischer Generalleutnant[6]
- Wilhelm von Uslar-Gleichen (1855–1926), preußischer Generalmajor[7]
- Friedrich von Uslar-Gleichen (1882–1945), deutscher Landrat und SS-Obersturmbannführer
- Harald Freiherr von Uslar-Gleichen (1905–2000), deutscher Brigadegeneral
- Hasso Freiherr von Uslar-Gleichen (* 1935), deutscher Brigadegeneral
- Tania Freiin von Uslar-Gleichen (* 1964), ehemalige Vizepräsidentin des Bundesnachrichtendienstes
- Moritz von Uslar (* 1970), deutscher Journalist und Autor

## Die Goslarer Familie von Uslar
In der Reichsstadt Goslar erscheint erstmals im Jahr 1281 urkundlich ein Henricus de Uslere als Mitglied der Krämergilde. Mit ihm beginnt auch die ununterbrochene Stammreihe der Goslarer Familie von Uslar; seit dem 14. Jahrhundert bekleidete die Familie führende Ämter im Goslarer Stadtregiment und später auch im Harzer Bergbau. Nach Edmund von Uslar-Gleichen, Beiträge zu einer Familiengeschichte der Freiherren v. Uslar-Gleichen, 1888, Viertes Capitel „Die Patrizier von Uslar und ihre Verbindung mit der freiherrlichen Familie von Uslar-Gleichen“, soll auch das aus Goslar stammende patrizische Ratsgeschlecht von Uslar eines Stammes mit den von Uslar-Gleichen sein: „...im Jahr 1315 begegnen wir in Goslar wieder den Uslar, nämlich den Brüdern Hermannus et Henricus dicti de Uslaria, laici, welche als cives in Goslaria eine Urkunde testieren. Ihre in der Familie der Uslar auf den Gleichen in dieser Zeit heimischen Vornamen sowie das eingeschobene ‚dicti‘ schließen jeden Zweifel daran aus, dass auch sie von den Gleichen’schen Uslar abstammen.“ Gegen eine solche Zuordnung sprechen allerdings die unterschiedlichen Wappen.